# Ярослава Ґеруляк
Ґеруляк Ярослава (5 травня 1933 , Ґміна Стопниця, Свентокшиське воєводство ) — українська мисткиня-керамістка, графікиня та живописиця. Член Об'єднання митців-українців в Америці.

## Біографія
Переїхала до США у 1950 р. Потім у 1959-1962 рр. проживала в Парижі, а з 1962 р. у Нью-Йорку.
Освіта: ступінь бакалавра одержала в 1954 р. в Коледжі Siena Heights в штаті Мічиган, маґістра в 1959 р. у Нортвестерн Університеті в Чикаго, дальші студії в Інституті Мистецтва у Чикаго.
Викладала в Мангеттенському Коледжі Purchase, Нью-Йорк (1955–1957).

## Творчість
Як митець працює в різних жанрах та з різними матеріалами: рисунки, килими, театр, маски. Особливим її жанр —- мистецька кераміка, у якій Ґеруляк зображує мітичних, історичних та фольклорних героїв в архаїчних та модерних формах: «Молодий Нептун на рибі», «Князь Ігор», «Атена і Зевс» (теракота), «Ярило», «Русалка», «Вертеп» та інші.
Брала участь у багатьох виставках Об'єднання митців-українців в Америці, а також у збірних виставках у Парижі, Торонто, Філадельфії, Чикаго та інших містах. Мала також індивідуальні виставки.